# Guettarda taylorii
Guettarda taylorii là một loài thực vật có hoa trong họ Thiến thảo. Loài này được Britton & Millsp. mô tả khoa học đầu tiên năm 1920.